# Gynoplistia (Gynoplistia) plumbeicolor
Gynoplistia (Gynoplistia) plumbeicolor is een tweevleugelige uit de familie steltmuggen (Limoniidae). De soort komt voor in het Australaziatisch gebied.